# Дулов, Александр Андреевич
Алекса́ндр Андре́евич Ду́лов (15 мая 1931, Москва — 15 ноября 2007, Москва) — советский и российский химик, автор песен и композитор в жанре классической авторской песни, доктор химических наук (1994).

## Биография
Александр Дулов родился в Москве 15 мая 1931 года. Окончил химфак МГУ, работал в Институте органической химии Российской академии наук. В 1965 году защитил кандидатскую диссертацию на тему «Исследование свойств и структуры синтетических полимеров с сопряженными связями». В 1994 году защитил докторскую диссертацию в форме научного доклада на тему «Фазово-структурное состояние поверхности и генезис многокомпонентных катализаторов по электрофизическим определениям». Ещё в 1950-х гг. начал сочинять песни (авторская песня) и исполнять их, аккомпанируя себе на семиструнной гитаре. Написал более двухсот произведений этого жанра, преимущественно на чужие стихи, реже — на собственные тексты. Среди поэтов, на чьи стихи были написаны песни Дулова, были Саша Чёрный, Владислав Ходасевич, Константин Бальмонт, Василий Курочкин, Николай Гумилёв, Николай Рубцов, Игорь Жданов, Анна Книппер-Тимирёва, Варлам Шаламов, Анатолий Жигулин, Даниил Андреев, Евгений Евтушенко, Игорь Иртеньев, Александр Кушнер и многие другие.
Наиболее известные песни Александра Дулова — «Хромой король», «Ну, пожалуйста», «И ни о чём наш разговор», «Кругом тайга», «Дымный чай», «Размытый путь», «Три сосны», «Всё болота, болота», «Ой-ё-ёй, я несчастная девчоночка». Многие из них опубликованы в различных сборниках. Фирма «Мелодия» выпустила три авторских диска Александра Андреевича.
Скончался на 77-м году жизни в ночь на 15 ноября 2007 года в Москве. Отпевание прошло в церкви Св. Стефания в селе Кидекша. Похоронен на сельском кладбище.

## Издания
- Дулов А. А. А музыке нас птицы научили. — М.: Вагант, 2001. — ISBN 5-8183-0982-7.

## Альбомы
- Эй, художник, выше знамя! Песни в исполнении автора (пластинка фирмы «Мелодия», выпуск 1990 г.) [LP, С60 29247, 1989]
- Душа моя, печальница (пластинка фирмы «Мелодия», 1990) [LP, С60 30795 004, 1990]
- Дорога в дождь (1999)
- Наш разговор (1999)
- Три сосны (2000)
- Ариозо неглупца (2000)
- В моей душе хорошая погода. Избранная лирика 1958—2005. 2 CD (2015)

## Список песен
- «А дело было так»…
- «А если я однажды поутру»… — (стихи Н. Соколовой)
- «А мне и волн морских прибой»… — У моря (стихи В. Ходасевича)
- «А мне красться не судьба чёрными горами»… — (стихи Д. Сухарева)
- «А родился-то я в рубашечке зашит»… — Счастливчик
- «Аллаверды к тебе, мой милый»… — Обращение к шарманщику Шаво из кабачка «Бетани», что на тбилисской горе Мтацминда, где покоится прах Нико Бараташвили, Александра Грибоедова и других славных сынов и дочерей Грузии и России. (стихи О. Чухонцева)
- «Ах, скорый поезд, скорый поезд»… — (стихи В. Коротаева)
- «Ах, что я делаю? За что я мучаю»… — Жалобы алкоголика (стихи Н. Рубцова)
- «Будто впрямь по чью-то душу»… — Ветер (стихи Л. Мартынова)
- «Бывало, думал: ради мига»… — (стихи В. Ходасевича)
- «Бывают ночи: только лягу, в Россию поплывёт кровать»… — Расстрел (стихи В. Набокова)
- «В бредовой, под утро прибредшей стране»… — В бредовой стране (стихи Н. Горбаневской)
- «В землянке, на войне, уютен треск огарка»… — Сон в землянке (стихи А. Межирова)
- «В любой душонке улеглась»… — (стихи И. Сельвинского)
- «В минуты музыки печальной»… — (стихи Н. Рубцова)
- «В моей душе хорошая погода»… — Душевная погода (стихи В. Попова)
- «В святой обители природы»… — Былая Русь (По стихам Н. Рубцова)
- «В час вечерний, в час заката»… — Последнее стихотворение (стихи приписываются Н. Гумилёву)
- «Ведь сомкнётся всё-таки земля»… — Завещание (стихи Э. Портнягина)
- «Весёлый флаг на мачте поднят»… — Парус (стихи Р. Казаковой)
- «Весенней ночью думай обо мне»… — Заклинание (стихи Е. Евтушенко)
- «Весь наш народ — одна семья, а кто урод — тому статья»… — Песенка о врагах народа
- «Вне гармонических звучаний»… — Железный век. (стихи Льва Тимофеева)
- «Во дни сомнений, во дни тягостных раздумий»… — Русский язык (стихотворение в прозе И. С. Тургенева)
- «Во-первых, объявлю вам, друг прелестный»… — Из письма (стихи В. Соловьёва)
- «Вот и лето прошло»… — (стихи А. Тарковского)
- «Всё болота, болота, болота»… — Гимн болотных геологов (стихи В. Лейкина)
- «Всё по святым инквизиторским правилам»… — Карцер (стихи Евгении Гинзбург)
- «Вчера ещё в глаза глядел»… — (стихи М. Цветаевой)
- «Вчера мой кот взглянул на календарь»… — Пробуждение весны (стихи Саши Чёрного)
- «Вчера я ходил по земле, а сегодня»… — (стихи Ю. Кузнецова)
- «Высокий дуб, глубокая вода»… — Ночь на родине (стихи Н. Рубцова)
- «Где он, где он, корень зла?»… — Корень зла (стихи Л. Мартынова)
- «Грустные мысли наводит порывистый ветер»… — Грустные мысли (по стихам Н. Рубцова)
- «Да кто ж не знал, что наш народ семьёю дружною живёт»… — Песенка о друзьях народа
- «Да, я знаю, я вам не пара»… — (стихи Н. Гумилёва)
- «Девушка пела в церковном хоре»… — (стихи А. Блока)
- «Декабрь зловещий подходил»… — Ёлка — не игрушки (пародия Бориса Брайнина на Юрия Кузнецова)
- «День алосиз, лимоннолистный лес»… — Берсез осенний (стихи И. Северянина)
- «Дни ползут, но летят недели»… — Тюремный вальс стихи А. Книпер-Тимирёвой)
- «До Ашукинской платформы»… — (стихи Н. Королёвой)
- «До чего ж луната ночь»… — Песня ужаса (стихи И. Могилы)
- «Дорога в дождь — она не сладость»… — (по стихам Е. Евтушенко)
- «Друзей не много в нашем мире»… — Клопы
- «Душа моя, печальница»… — (стихи Б. Пастернака)
- «Дым в окно врывается»… — (стихи Е. Винокурова)
- «Еду в путь последний свой»… — Деревенская музыка (стихи Иоганеса Боровского в переводе Владимира Леванского)
- «Если хочешь, скажи только слово мне»… — Атаманская песня
- «Ещё не всё, не всё»… — (стихи Ларисы Миллер)
- «Ещё не раз вы вспомните меня»… — (стихи Н. Гумилёва)
- «Ещё темны леса, ещё тенисты кроны»… — Осенний романс (стихи О. Чухонцева)
- «Железный шлем, деревянный костыль»… — Хромой король (стихи Мориса Карема, перевод М. Кудинова)
- «Женщина — с нами, когда мы рождаемся»… — (стихи К. Бальмонта)
- «За руки белые меня берут, как хулигана»… — (стихи Г. Семёнова)
- «Заброшу я постылое жилище»… — (стихи В. Коротаева)
- «Забыли нас, любимый мой»… — Ритмы Рима (стихи Е. Евтушенко)
- «Заварен круто дымный чай»… — Дымный чай (стихи И. Жданова)
- «Засыпают боги, слава Богу»… — Злыдни (стихи В. Попова)
- «Здесь пустынны длинные дороги»… — Бык стихи А. Книпер-Тимирёвой)
- «И ни о чём, и ни о чём»… — Разговор (стихи М. Черкасовой)
- «Как крик души, как боль живая»… — (стихи С. Юфита)
- «Как яблочко румян»… — (стихи Пьер-Жана Беранже, перевод В.Курочкина)
- «Когда гляжу на дальнюю дорогу»… — Дорога
- «Когда меня пред Божий суд»… — Похороны (стихи В. Ходасевича)
- «Когда, смахнув с плеча пиджак»… — Воспитание по Жан-Жаку (стихи А. Кушнера)
- «Летели гуси за Усть-Омчуг»… — (стихи А. Жигулина)
- «Ложь и злоба миром правят»… — (стихи примаса Гуго Орлеанского, перевод Л. Гинзбурга)
- «Луна двурога. Блестит ковыль»… — Россия (стихи А. Белого)
- «Любимая, нет ничего — есть Ты»… — (стихи Л. Тимофеева)
- «Любовь к Добру сынам дворян жгла сердце в снах»… — Памяти Герцена (баллада об историческом недосыпе). Жестокий романс по одноимённому произведению В. И. Ленина. (стихи Н. Коржавина)
- «Мальчик в свитере белом»… — (Стихи Норы Яворской)
- «Младенцами мы были невинны и скромны»… — Коллектив
- «Мне кажется, что я не покидал России»… — Дурной сон (стихи К. Бальмонта)
- «Мой дедушка Дик был славный старик»… — Дедушка Дик (стихи В. Лившица)
- «Морозным огнём опалёны»… — (стихи С. Юфита)
- «Мы с тобой народная милиция — ать-два»… — Народная милиция
- «Мы шли этапом. И не раз»… — Весть о стоящем человеке (стихи Е. Владимировой)
- «На античной вазе выступает»… — Античная ваза (стихи А. Кушнера)
- «На город упали туманы»… — (стихи В. Ходасевича)
- «На заре пастушка шла берегом, вдоль речки»… — Пастушка (из поэзии вагантов перевод Льва Гинзбурга)
- «На протяженьи многих зим»… — Единственные дни (стихи Б. Пастернака)
- «На рассвете родятся над бухтой туманы»… — На рассвете (стихи П. Халова)
- «На тёмном склоне медлю, засыпая»… — (стихи Ю. Кузнецова)
- «На улице дом трёхэтажный стоит»… — Почтальон. Дружеский шарж на Аду Якушеву.
- «Над Бабьим Яром, над Бабьим Яром»… — Бабий яр (по стихам Е. Евтушенко)
- «Над городом — сон, над полями — тьма»… — Ночная тюрьма (стихи А. Книпер-Тимирёвой)
- «Над Россией высоко свист»… — Соловей-разбойник (По стихам В. Сосноры)
- «Над тобой не одна осинка одурманенно склонёна»… — Речка Вертушинка (стихи А. Яшина)
- «Надежды нет и нет боязни»… — (стихи Д.Мережковского)
- «Надоело жить мне, как в засаде»… — Павлово-Посад (стихи А. Богучарова)
- «Настанет год — России чёрный год»… — Предсказание (стихи М. Ю. Лермонтова)
- «Начинается полёт»… — (стихи В. Леванского)
- «Не ангелы падали с неба»… — Последний эмигрант (стихи Ю. Кузнецова)
- «Не вспыхнет свет в заплаканном окошке»… — Сон-трава (стихи М. Черкасовой)
- «Не говори, что любишь ты меня»… — Жестокий романс
- «Не жалею, не зову, не плачу»… — (стихи С. Есенина)
- «Не знаю, кто таинственным стихам»… — А музыке нас птицы научили (стихи А.Кушнера)
- «Не самозванка — я пришла домой»… — Психея (стихи М. Цветаевой)
- «Не сжалится идущий день над нами»… — (стихи Ю. Кузнецова)
- «Не славы и не коровы»… — Молитва одинокого акына (стихи А.Вознесенского)
- «Недобрый дух повёл меня»… — Ад (стихи Д. Кедрина)
- «Ненастной ночью и средь бела дня»… — Старый конь (стихи Л. Завальнюка)
- «Нет, не к морю хочу я, не к югу»… — (стихи И. Харабарова)
- «Ничего не могу и не значу»… — Из больничной тетради (стихи А. Жигулина)
- «Ночь над гаванью стеклянной»… — Кузнечик (стихи В. Сосноры)
- «Ну, какой ты неандерталец!»… — Баллада о неандертальском Прометее (по стихам О. Тарутина)
- «Ну, пожалуйста, ну, пожалуйста»… — (стихи В. Тушновой)
- «О, Берег Прекрасной лени»… — Берег Прекрасной лени (стихи А. Книпер-Тимирёвой)
- «О, знаю, знаю, всё мираж»… — (стихи А. Кушнера)
- «О, тихий Амстердам, с певучим перезвоном»… — Воспоминания о вечере в Амстердаме (стихи К. Бальмонта)
- «Объявлен Новый год в Кремле декретом ВЧК»… — Ёлка в Кремле (стихи И. Иртеньева)
- «Один судак — большой чудак»… — Судак (стихи Р. Сефа)
- «Однажды рыжий орангутанг»… — Орангутанг (совместно с А. Дуловым-младшим)
- «Ой-ё-ёй, я несчастная девчоночка»… — Несчастная девчоночка
- «Олива, олива, олива»… — Олива (стихи Л. Мартынова)
- «Он сделал страшное лицо»… — Фокусник (стихи А. Кушнера)
- «Он стоит пред раскалённым горном»… — Рабочий (стихи Н. Гумилёва)
- «Отдам еврею крест нательный»… — Палестина (стихи А. Жигулина)
- «Ох, весело мне, весело в Париже одному»… — Парижские страдания
- «Память скрыла столько зла»… — (стихи В. Шаламова)
- «Побелела полынь, пожелтел зверобой»… — (стихи В. Попова)
- «Погляжу в окно»… — (стихи В. Коротаева)
- «Под Новый Год я выбрал дом»… — (стихи В. Шаламова)
- «Подкова счастья! что же ты, подкова»… — (стихи А. Межирова)
- «Поезд мчался с грохотом и воем»… — Поезд (стихи Н. Рубцова)
- «Поёт облетающий лес нам голосом старого барда»… — (стихи А. Белого)
- «Пока душа в порыве юном, её безгрешно обнажи»… — Призвание и прозрение (стихи В. Ходасевича)
- «Пока плывёт над родиной моей»… — (стихи Н. Огородниковой)
- «Полузабытая отрада, ночной попойки благодать»… — (стихи В. Ходасевича)
- «После стольких лет я пришёл назад»… — (стихи Н. Гумилёва)
- «Почему не уходишь»… — (стихи Ларисы Миллер)
- «Приводите девок и туманы»… — Обращение к друзьям (стихи Ю. Кузнецова)
- «Пригвождена к позорному столбу»… — (стихи М. Цветаевой)
- «Приглушает птичий гам»… — (стихи В. Тушновой)
- «Присяду на крыльцо перед дорогой дальней»… — (стихи В. Попова) Прощай, позабудь и не обессудь"… — (стихи И. Бродского)
- «Размытый путь и вдоль кривые тополя»… — (по стихам Н.Рубцова)
- «Распахнуты скалы, дорога открыта»… — Хозяйка Медной горы (стихи Т. Сарышевой)
- «С берлинской улицы»… — (стихи В. Ходасевича)
- «С годами всё безоговорочней»… — (стихи В. Шаламова)
- «С тоской почти что человечьей»… — (стихи В. Шаламова)
- «Севилья серьгами сорит, сорит сиренью»… — Севилья (стихи Е. Евтушенко)
- «Семь лет назад я вышел из тюрьмы»… — Сны (стихи А. Жигулина)
- «Сквозь дикий грохот катастроф»… — (стихи В. Ходасевича)
- «Скрипит посёлок дачный обшивкой корабельной»… — Посёлок дачный (стихи Л. Друскина)
- «Собирайте, товарищи, клюкву»… — Клюква (стихи Д. Сухарева)
- «Спроси, уезжая: „Куда пойдёшь?“»… — (стихи Н. Королёвой)
- «Старый бродяга в Аддис-Абебе»… — Мои читатели (стихи Н. Гумилёва)
- «Старый мёд, хмельное пиво»… — Старый мёд (стихи М. Черкасовой)
- «Столяр гулял в густом лесу»… — Лесная песенка (стихи Р. Сефа)
- «Стою, стою, роняя руки»… — Три сосны (стихи В. Павлинова)
- «Стукнул по карману — не звенит»… — Элегия (стихи Н. Рубцова)
- «Сырая тяжесть сапога, роса на карабине»… — Тайга (стихи И. Жданова)
- «Тебе, моя Русь, не Богу, не зверю»… — (стихи Б. Чичибабина)
- «Телепатия, ух, телепатия»… — Телепатия (стихи О. Тарутина)
- «Тихо открываются старинные ворота»… — Детство (стихи Наталии Аксельруд)
- «Тихонько дремлет сад заброшенный — да»… — Садик
- «Товарищ Путин, вы большой разведчик…» — (ремейк песни Юза Алешковского)[5]
- «Тореро, мальчик, я — старик»… — Тореро (стихи Е.Евтушенко)
- «Трётся сердитое море хребтом о дно корабля»… — Невольничий корабль (стихи А. Книпер-Тимирёвой)
- «Ты прийти не можешь на свидание»…
- «У вороны пятеро птенцов»… — (стихи Р. Сефа)
- «Уеду, уеду, уеду»… — (стихи Ю. Мориц)
- «Усыпил нас большой перегон»… — Отцепленный вагон (стихи Ю. Кузнецова)
- «Хитаров Дима нам купил машину»… — Про Хитарова Диму
- «Чего только не копится в карманах пиджака»… — Костёр (стихи Л. Мартынова)
- «Чёрный ворон, белый снег»… — (стихи А. Жигулина)
- «Что же может быть чудесней»…
- «Шесть батонов»… — (стихи Р. Сефа)
- «Эй, художник, выше знамя»…
- «Это лучшие, лучшие дни»… — Лучшие дни (стихи Н. Злотникова)
- «Эх, вы, сани! А кони, кони»… — (стихи С. Есенина)
- «Я — лошадь пикадора, при солнце я впотьмах»… — Лошадь пикадора (стихи Е. Евтушенко)
- «Я — простая девка на баштане»… — (стихи И.Бунина)
- «Я беден, одинок и наг»… — (стихи В. Шаламова)
- «Я бык. Хотели бы вы, чтобы стал я громадой из шерсти и злобы?»… — Бык (стихи Е. Евтушенко)
- «Я в этой жизни милой»… — (стихи Д. Самойлова)
- «Я едва приоткрою дверь»… — Память (стихи А. Книпер-Тимирёвой)
- «Я к правде шёл в глубоком мраке»… — Знак правды (стихи Н. Морозова). Из Виктора Гюго
- «Я, как Ной, над морскою волною»… — (стихи В. Шаламова)
- «Я лежу себе на гробовой плите»… — На кладбище (стихи К. Случевского)
- «Я мечтою ловил уходящие тени»… — (стихи К. Бальмонта)
- «Я на яворе, на клёне»… — (стихи И. Сельвинского)
- «Я наживляю мой крючок»… — Рыбак (стихи В. Ходасевича)
- «Я не поэт — и, не связанный узами»… — (стихи В. Курочкина)
- «Я пил из черепа отца»… — (стихи Ю. Кузнецова)
- «Я поднял стакан за глухую дорогу»… — За речку Аян-Урях (стихи В. Шаламова)
- «Я полностью реабилитирован»… — Памяти друзей (стихи А. Жигулина)
- «Я публика, публика, публика»… — Публика (стихи Е. Евтушенко)
- «Я умру, как все иные, и меня положат в гроб»… — Эпитафия (по стихам О. Тарутина)

## Научная деятельность
Александр Дулов работал в области гетерогенного катализа и химии полимеров и опубликовал более 80 научных работ.
Список научных трудов А. А. Дулова
1. Dulova, N.; Trapido, M.; Dulov, A. Catalytic degradation of picric acid by heterogeneous Fenton-based processes. Environmental Technology (2011), 32(3-4), 439—446.
2. Dulov, A. A.; Koksharov, Yu. A.; Abramova, L. A.; Sherle, A. I. Electric and magnetic characteristics of metal-free polymers containing azaporphine macrocycles. Vysokomolekulyarnye Soedineniya, Ser. A i Ser. B (2008), 50(8), 1506—1514.
3. Dulov, A. A.; Abramova, L. A.; Shcherbakova, I. M.; Sherle, A. I. Correlation of electric conductivity with the conjugation length and intermolecular barriers in polyazaporphine compounds: metal-containing complexes. Vysokomolekulyarnye Soedineniya, Ser. A i Ser. B (2006), 48(4), 624—631.
4. Dulov, A. A.; Abramova, L. A.; Promyslova, V. V.; Sherle, A. I. Correlation of electric conductivity with the conjugation length and intermolecular barriers in polyazaporphine compounds: metal-free oligo- and polyphthalocyanines. Vysokomolekulyarnye Soedineniya, Ser. A i Ser. B (2005), 47(10), 1822—1831.
5. Abramova, L. A.; Baranov, S. P.; Dulov, A. A. Modeling of surface CO oxidation using modified adsorption rules. Kinetics and Catalysis (Transl. of Kinetika i Kataliz) (2005), 46(1), 96-99.
6. Abramova, L. A.; Baranov, S. P.; Dulov, A. A. A Model for the CO Oxidation Reaction over a Catalyst Surface with Microscopic Nonuniformities. Kinetics and Catalysis (Transl. of Kinetika i Kataliz) (2003), 44(6), 862—864.
7. Abramova, L. A.; Baranov, S. P.; Dulov, A. A.; Vargaftic, M. N.; Moiseev, I. I. Giant clusters Pd561: charge distribution in the metal core and catalytic properties. Dokl. Akad. Nauk (2001), 377(3), 344—347.
8. Dulov, A. A.; Abramova, L. A.; Morozova, O. S.; Zharov, A. A.; Fedorovskaya, E. A.; Slinkin, A. A. Transformation of nickel oxide crystals as a result of shear deformation under high pressure as a function of the history of the material. Khimiya v Interesakh Ustoichivogo Razvitiya (1998), 6(2-3), 175—177.
9. Abramova, L. A.; Baranov, S. P.; Dulov, A. A. Lattice Monte Carlo simulations of the activity of supported liquid-phase catalysts. Part II. Nonuniform liquid distributions. Applied Catalysis, A: General (2000), 193(1,2), 251—256.
10. Abramova, L. A.; Baranov, S. P.; Dulov, A. A. Lattice Monte Carlo simulations of the activity of supported liquid-phase catalysts. Part I. Uniform liquid distributions. Applied Catalysis, A: General (2000), 193(1,2), 243—250.
11. Abramova, L. A.; Dulov, A. A.; Baranov, S. P. Dielectric constant and dielectric anomaly as a tool probing the phase-structure state of a material. J. Phys. Chem. Solids (1997), 58(3), 441—447.
12. Abramova, L. A.; Baranov, S. P.; Dulov, A. A. Theoretical description of pores in modeling composite materials. Izv. Akad Nauk, Ser. Khim. (1996), (6), 1349—1353.
13. Dulov, A. A.; Abramova, L. A.; Baranov, S. P. Phase analysis of the surface of catalysts and other dispersed materials using electric conductivity: TVE-curve method. Izv. Akad. Nauk, Ser. Khim. (1996), (2), 271—297.
14. Abramova, L. A.; Baranov, S. P.; Dulov, A. A. Computer simulation analysis of conductivity of supported polydisperse systems. Izv. Akad Nauk, Ser. Khim. (1995), (8), 1449-53.
15. Abramova, L. A.; Baranov, S. P.; Dulov, A. A. Probing the catalyst structure by electroconductivity using computer simulation analysis. Mendeleev Communications (1995), (4), 150-1.
16. Dulov, A. A.; Abramova, L. A.; Sherle, A. I.; Epshtejn, V. R. Material for elements of electric switches. U.S.S.R. (1993), SU 1559992 A1 19931130 CAN 123:46208
17. Dulov, A. A.; Stasenko, E. M.; Abramova, L. A.; Akhverdiev, R. B.; Ashavskaya, G. A.; Golosman, E. Z.; Yakerson, V. I. The surface state of copper-nickel cement catalysts in the process of heavy residue cracking. Kinetics and Catalysis (Translation of Kinetika i Kataliz) (1995), 36(2), 260-3.
18. Abramova, L. A.; Baranov, S. P.; Dulov, A. A. Analysis of electroconductivity of binary solid-state catalysts via computer simulation. Izv. Akad Nauk, Ser. Khim. (1993), (11), 1874-7.
19. Abramova, L. A.; Baranov, S. P.; Dulov, A. A. Computer models for electroconductivity of multicomponent solid-phase systems. Izv. Akad. Nauk, Ser. Khim. (1993), (11), 1868-73.
20. Dulov, A. A.; Abramova, L. A.; Stasenko, E. M.; Efremov, V. N.; Tesakova, G. M.; Golosman, E. Z.; Yakerson, V. I. Surface solid-state interactions in copper-nickel-cement catalysts of oxygen hydrogenation. Izv. Akad Nauk, Ser. Khim. (1994), (9), 1559-62.
21. Abramova, L. A.; Dulov, A. A.; Baranov, S. P. Computer simulations aimed at the analysis of the state and the evolution of multicomponent systems-II. Binary mechanical mixtures analyzed with conductivity. J. Phys, Chem. Solids (1994), 55(4), 373-6.
22. Abramova, L. A.; Dulov, A. A.; Baranov, S. P. Computer simulations aimed at the analysis of the state and the evolution of multicomponent systems-I. Electroconductivity models for system monitoring. J. Phys. Chem. Solids (1994), 55(4), 367-72.
23. Dulov, A. A.; Stasenko, E. M.; Abramova, L. A.; Karamanenko, S. V.; Mamaeva, I. A.; Golosman, E. Z.; Yakerson, V. I. Relations between activity and surface composition of the catalysts nickel oxide-cupric oxide-cement in hydrogenation of oxygen. Kinetika i Kataliz (1992), 33(5-6), 1183-9.
24. Dulov, A. A.; Kuznetsov, B. N.; Stasenko, E. M.; Yakerson, V. I. Surface state of active and inactive cement-supported nickel catalysts. Kinetika i Kataliz (1993), 34(2), 362-4.
25. Dulov, A. A.; Stasenko, E. M.; Efremov, V. N.; Tesakova, G. M.; Abramova, L. A.; Golosman, E. Z.; Yakerson, V. I. Reproducibility of phase composition of the surface in standard synthesis of cement-containing nickel-copper oxide catalysts. Kinetika i Kataliz (1992), 33(2), 411-15.
26. Dulov, A. A.; Sherle, A. I.; Abramova, L. A.; Epshtein, V. R.; Shashkin, D. P. Electrical properties of metal-free and metal-containing oligo- and polyphthalocyanines of various structures. Vysokomolekulyarnye Soedineniya, Ser. A (1991), 33(2), 380-5.
27. Dulov, A. A.; Abramova, L. A.; Gershenzon, I. Sh. Surface migration of a cupric oxide component and anionic stabilization of phases in the nickel monoxide-cupric oxide system from the data of the method of thermal vacuum electric conductivity curves. Kinetika i Kataliz (1990), 31(6), 1510-14.
28. Dulov, A. A.; Abramova, L. A.; Goryashchenko, S. S.; Slovetskaya, K. I. State of active phase on the surface of manganese oxide (MnOx)/silica catalysts based on electric, chemisorption, and x-ray data. Development of strong oxide-oxide interaction. Kinetika i Kataliz (1990), 31(5), 1258-64.
29. Ryashentseva, M. A.; Dulov, A. A.; Abramova, L. A.; Tkachenko, O. P.; Fomichev, V. V.; Vetrov, A. E. Hydrogenation activity and surface composition of perovskite-type mixed rhenium oxides. J. Catalysis (1990), 125(1), 1-8.
30. Dulov, A. A.; Abramova, L. A.; Golosman, E. Z.; Yakerson, V. I. Interphase reactions in surface layers of nickel(II) oxide-copper(II) oxide-calcium aluminate cement catalysts according to the electrical conductivity method data. Kinetika i Kataliz (1990), 31(1), 186-90.
31. Dulov, A. A.; Abramova, L. A.; Golosman, E. Z.; Efremov, V. N.; Yakerson, V. I. Surface phase interactions in a nickel(II) oxide — copper(II) oxide system according to the electric conductivity method data. Kinetika i Kataliz (1988), 29(3), 749-52.
32. Slinkin, A. A.; Dulov, A. A.; Shpiro, E. S.; Ermolov, L. V.; Abramova, L. A.; Stakheev, A. Yu.; Kucherova, T. N. Study of the effect of strong interaction of metal with a support. II. Surface properties and catalytic activity of nickel/titania catalysts. Kinetika i Kataliz (1988), 29(3), 694—700.
33. Dulov, A. A.; Abramova, L. A.; Golosman, E. I.; Yakerson, V. I. Interaction between components of a cupric oxide-zinc oxide binary catalyst under different genesis conditions according to the electric conductivity data. Vopr. Kinet. i Katal.: Mekhanizm i Kinet. Formir. Katalizatora, Ivanovo (1986), 49-52.
34. Dulov, A. A.; Abramova, L. A.; Frankfurt, G. I.; Golosman, E. Z.; Lapidus, A. L.; Sominskii, S. D.; Yakerson, V. I. Surface phase analysis of supported copper cobalt oxide catalysts via thermovacuum electrical conductivity curves. Izv. Akad Nauk, Ser. Khim. (1987), (8), 1724-7.
35. Dulov, A. A.; Abramova, L. A.; Sherle, A. I.; Epshtein, V. R. Modification of electrical properties of polyphthalocyanines with different metals. Elektron. Org. Mater. (1985), 242-3.
36. Dulov, A. A.; Abramova, L. A.; Kondrat’ev, S. I.; Nikishenko, S. B.; Antoshin, G. V.; Minachev, Kh. M. Phase composition of the surface of cobalt molybdenum sulfide catalysts derived from thermovacuum curves of conductivity. Kinetika i Kataliz (1985), 26(6), 1510-13.
37. Dulov, A. A.; Abramova, L. A.; Kucherova, T. N.; Slinkin, A. A. Composition of the surface of nickel-molybdenum oxide catalysts derived from thermovacuum curves of conductivity. Kinetika i Kataliz (1984), 25(6), 1432-6.
38. Dulov, A. A.; Abramova, L. A. Potentialities of the method of electric conductivity in studies of catalysts. Itogi Nauki i Tekhn. Viniti. Kinet. i Kataliz (1984), (12), 144-94.
39. Dulov, A. A.; Lavrovskaya, T. K.; Slinkin, A. A.; Rubinshtein, A. M. Physicochemical properties and activities of nickel(II) oxide-magnesium oxide catalysts. 3. Catalytic activity of nickel(II) oxide-magnesium oxide solid solutions in nitrous oxide decomposition. Izv. Akad Nauk SSSR, Ser. Khim. (1984), (5), 986-91.
40. Dulov, A. A.; Slinkin, A. A.; Abramova, L. A.; Gershenzon, I. Sh.; Fedorovskaya, E. A.; Rubinshtein, A. M. Physicochemical properties and activities of nickel(II) oxide-magnesium oxide catalysts. 2. Nickel distribution in the nickel(II) oxide-magnesium oxide system determined from electric and magnetic measurement data. Izv. Akad Nauk SSSR, Ser. Khim. (1984), (5), 979-86.
41. Dulov, A. A.; Sherle, A. I.; Epshtein, V. R. Some characteristics of electrical conductivity of metal-free polyphthalocyanine. Deposited Doc. (1983), (VINITI 437-83), 10 pp. CAN 101:7906
42. Slinkin, A. A.; Fedorovskaya, E. A.; Abramova, L. A.; Kucherova, T. N.; Lavrovskaya, T. K.; Dulov, A. A. Interaction and distribution of components in nickel-molybdenum oxide catalysts. Kinetika i Kataliz (1984), 25(2), 436-8.
43. Dulov, A. A.; Abramova, L. A.; Amirbekov, E. N.; Aliev, F. V.; Rubinshtein, A. M. Composition of the surface of ferrite catalysts of the oxidative dehydrogenation of butenes determined from electrical measurements. Kinetika i Kataliz (1983), 24(2), 413-17.
44. Liogon’kii, B. I.; Shamraev, G. M.; Dulov, A. A.; Berlin, A. A. Pyrolysis of polymers with a conjugation system in vacuo as a method for preparing electrically conducting film coatings. Vysokomolekulyarnye Soedineniya, Ser. B: Kratkie Soobshcheniya (1976), 18(1), 58-62.
45. Dulov, A. A.; Abramova, L. A.; Yakerson, V. I.; Golosman, E. Z.; Artamonov, V. I.; Rubinshtein, A. M. Use of the conductivity method for the phase-structural study of catalysts based on calcium aluminates. Kinetika i Kataliz (1979), 20(4), 937-45.
46. Dulov, A. A.; Abramova, L. A.; Rubinshtein, A. M. New method of phase-structural analysis of catalysts involving conductivity measurements. Kinetika i Kataliz (1979), 20(4), 931-6.
47. Dulov, A. A.; Forissier, Michel; Noguerol Perez, Manuel; Vergnon, Pierre. Effect of the composition of vanadium-titanium-oxygen catalysts on their catalytic properties in propene oxidation. Bull. Soc. Chim. France (1979), (3-4, Pt. 1), 129-33.
48. Dashevskii, M. I.; Yakerson, V. I.; Dulov, A. A.; Klyachko-Gurvich, A. L.; Rubinshtein, A. M. Electron microscopic study on the formation of mixed oxides of nickel catalysts. Mater. Vses. Konf. Elektron. Mikrosk., 9th (1973), 293-4.
49. Dulov, A. A.; Abramova, L. A.; Slinkin, A. A.; Klyachko, A. L.; Dashevskii, M. I.; Ashavskaya, G. A.; Lafer, L. I.; Yakerson, V. I.; Rubinshtein, A. M. Physicochemical properties and activity of nickel monoxide-magnesium oxide catalysts. 1. Formation of solid solutions during preparation of the nickel monoxide-magnesium oxide system by the coprecipitation method. Izv. Akad Nauk SSSR, Ser. Khim. (1976), (2), 265-72.
50. Zelenetskii, A. N.; Sel’skaya, O. G.; Dulov, A. A.; Liogon’kii, B. I.; Berlin, A. A. Structural changes in polyindigoids during thermal and oxidative thermal actions. Vysokomolekulyarnye Soedineniya, Ser. A (1974), 16(12), 2730-7.
51. Rubinshtein, A. M.; Dulov, A. A.; Slinkin, A. A.; Abramova, L. A.; Gershenzon, I. Sh.; Gorskaya, L. A.; Danyushevskii, V. Ya.; Dashevskii, M. I.; Klyachko-Gurvich A. L.; et al. Role of structure and electronic interactions in the catalytic behavior of nickel(II) oxide-titanium(IV) oxide system. J. Catalysis (1974), 35(1), 80-91.
52. Rubinshtein, A. M.; Dulov, A. A.; Yakerson, V. I.; Gorskaya, L. A.; Abramova, L. A. Preparation and properties of coprecipitated nickel monoxide-titanium dioxide catalysts. Izv. Akad Nauk SSSR, Ser. Khim. (1974), (7), 1645-7.
53. Dulov, A. A.; Sherle, A. I.; Kushnerev, M. Ya.; Razvodovskii, E. F.; Kuzina, V. V.; Abramova, L. A.; Berlin, A. A. Electrical properties and structural order of ion-radical salts of tetracyanoguinodimethan with nitrogen-containing polymers. Vysokomolekulyarnye Soedineniya, Ser. B: Kratkie Soobshcheniya (1974), 16(2), 83-8.
54. Dulov, A. A.; Gershenzon, I. Sh.; Rubinshtein, A. M. Nickel monoxide-titanium dioxide catalysts studied by the contact potential difference method. Kinetika i Kataliz (1974), 15(1), 197—200.
55. Dulov, A. A.; Abramova, L. A.; Gershenzon, I. Sh.; Rubinshtein, A. M. Electrical properties and phase-structural state of nickel(II) oxide-titanium(IV) oxide system catalysts. Dokl. Akad. Nauk SSSR (1973), 210(2), 345-8.
56. Dulov, A. A.; Dashevskii, M. I.; Klyachko-Gurvich, A. L.; Slinkin, A. A.; Rubinshtein, A. M. Structure and texture of nickel oxide-titanium dioxide catalysts as influenced by their composition and heat treatment. Izv. Akad Nauk SSSR, Ser. Khim. (1972), (10), 2156-61.
57. Liogon’kii, B. I.; Shamraev, G. M.; Dulov, A. A.; Berlin, A. A. Electrical conducting thermostable polymeric films. U.S.S.R. (1971), SU 317689 19711019 CAN 76:141969.
58. Dulov, A. A.; Abramova, L. A.; Shashkin, D. P.; Rubinshtein, A. M. Electrical properties and structure of nickel monoxide-titanium dioxide system catalysts. Kinetika i Kataliz (1972), 13(1), 180-7.
59. Dulov, A. A.; Slinkin, A. A. Organic Semiconductors. Polymers with Conjugate Bonds. (1970), 126 pp. CAN 76:72976
60. Berlin, A. A.; Sherle, A. I.; Kuzina, V. V.; Dulov, A. A. Modification of poly(vinyl besylate). U.S.S.R. (1970), SU 280834 19700903 CAN 74:76835
61. Kazanskii, B. A.; Rozengart, M. I.; Slinkin, A. A.; Dulov, A. A.; Polinin, V. L.; Bryukhanov, V. G. Catalyst for dehydrocyclization of n-paraffins. U.S.S.R. (1970), SU 265076 19700309.
62. Shamraev, G. M.; Dulov, A. A.; Liogon’kii, B. I.; Berlin, A. A. Thermal transformations of some aromatic polyamido and polyaminoamido acids. Vysokomolekulyarnye Soedineniya, Ser. A (1970), 12(2), 401-8.
63. Dulov, A. A.; Gurov, A. A.; Liogon’kii, B. I.; Berlin, A. A. Electrical conductivity of polyquinones and its dependence on the chemical structure of the polymer molecules. Vysokomolekulyarnye Soedineniya, Seriya A (1970), 12(1), 74-80.
64. Slinkin, A. A.; Dulov, A. A.; Glantseva, I. M.; Rubinshtein, A. M. Catalytic activity of thermally treated poly(vinyl methyl ketone) in the decomposition of formic acid. Kinetika i Kataliz (1967), 8(1), 136-40.
65. Dulov, A. A. Electronic properties and structure of polymeric organic semiconductors. Usp. Khimii (1966), 35(10), 1853-82.
66. Dulov, A. A.; Slinkin, A. A.; Rubinshtein, A. M.; Kotlyarevskii, I. L.; Shvartsberg, M. S.; Andrievskii, V. N.; Zanina, A. S.; Shergina, S. I. Influence of conjugation failure on the properties of semi conducting polymers. Dokl. Akad. Nauk SSSR (1966), 169(1), 111-13.
67. Dulov, A. A.; Liogon’kii, B. I.; Ragimov, A. V.; Slinkin, A. A.; Berlin, A. A. Electrical properties of polymers of semiquinones. Zh. Fiz. Khim. (1965), 39(7), 1590-4.
68. Davydova, I. R.; Kiperman, S. L.; Slinkin, A. A.; Dulov, A. A. Catalytic activity of some synthetic organic polymers. Izv. Akad Nauk SSSR, Ser. Khim. (1964), (9), 1591-8.
69. Slinkin, A. A.; Dulov, A. A.; Rubinshtein, A. M. Magnetic and electric properties of chelate polymers. Izv. Akad Nauk SSSR, Ser. Khim. (1964), (10), 1769-75.
70. Dulov, A. A.; Liogon’kii, B. I.; Ragimov, A. V.; Slinkin, A. A.; Berlin, A. A. Electric and magnetic properties of polyarylenequinones. Izv. Akad Nauk SSSR, Ser. Khim. (1964), (5), 909-12.
71. Rubinshtein, A. M.; Dulov, A. A.; Pribytkova, N. A. The effect of K2O on the activity, selectivity, and electrical properties of Al2O3-Cr2O3 catalysts. Izv. Akad Nauk SSSR, Ser. Khim. (1964), (4), 604-13.
72. Dulov, A. A.; Slinkin, A. A.; Rubinshtein, A. M. Electric and magnetic properties of thermally treated poly(methyl vinyl ketone). Izv. Akad Nauk SSSR, Ser. Khim. (1964), (1), 26-34.
73. Dulov, A. A.; Slinkin, A. A.; Rubinshtein, A. M.; Kotlyarevskii, I. L. Electroconductivity, electron paramagnetic resonance spectra, and the structure of polyarylene-polyacetylenes. Izv. Akad Nauk SSSR, Ser. Khim. (1963), (11), 1910-20.
74. Dulov, A. A.; Slinkin, A. A.; Rubinshtein, A. M. Electric and magnetic properties of thermally treated ferrocene polymers. Vysokomolekulyarnye Soedineniya (1963), 5(10), 1441-6.
75. Slinkin, A. A.; Dulov, A. A.; Rubinshtein, A. M. Catalytic properties of chelate polymers. Izv. Akad Nauk SSSR, Ser. Khim. (1963), (6), 1140-1.
76. Dulov, A. A.; Slinkin, A. A.; Liogon’kii, B. I.; Rubinshtein, A. M. The significance of conjugation and orderliness for the semiconducting properties of polymers. Dokl. Akad. Nauk SSSR (1962), 143 1355-7.
77. Kotlyarevskii, I. L.; Fisher, L. B.; Dulov, A. A.; Slinkin, A. A.; Rubinshtein, A. M. Synthesis and some physical properties of poly(p-diethynylbenzene). Vysokomolekulyarnye Soedineniya (1962), 4 174-81.
78. Nesmeyanov, A. N.; Rubinshtein, A. M.; Dulov, A. A.; Slinkin, A. A.; Rybinskaya, M. I.; Slonimskii, G. L. Catalytic properties of polymers prepared from methyl-chlorovinyl ketone. Dokl. Akad. Nauk SSSR (1960), 135 609-12.
79. Kotlyarevskii, I. L.; Fisher, L. B.; Dulov, A. A.; Slinkin, A. A. Oxidative polycondensation of p-diethynylbenzene. Izv. Akad Nauk SSSR, Ser. Khim. (1960), 950-1.
80. Rubinshtein, A. M.; Dulov, A. A. Preparation of corundum at low temperatures and its catalytic activity. Zh. Neorg. Khim. (1959), 4 1498—500.
81. Agronomov, A. E.; Dulov, A. A. The relation of catalytic activity to structure and composition of a catalyst of copper on aluminum oxide. III. Vestnik Moskovskogo Universiteta (1957), 12(Ser. Mat., Mekh., Astron., Fiz. i Khim. No. 2), 215-22.
82. Rubinshtein, A. M.; Dulov, A. A.; Kulikov, S. G.; Pribytkova, N. A. Activity of oxides, sulfides, and selenides of nickel, chromium, and zinc in reactions of reduction of nitrobenzene and selective hydrogenation of diolefin to olefin. Izv. Akad Nauk SSSR, Ser. Khim. (1956), 596—603.